# 집현초등학교 (세종)
집현초등학교(集賢初等學校)는 대한민국 세종특별자치시에 있는 공립 초등학교이다.

## 연혁
- 2022년 3월 1일 : 개교